# イーストボーン駅
イーストボーン駅（イーストボーンえき、Eastbourne railway station）は、イングランド、イースト・サセックス州イーストボーンにある鉄道駅。

## 歴史
1849年5月、ロンドン・ブライトン・アンド・サウス・コースト鉄道によりポールゲートからイーストボーンまでの路線が開業した。

### 初代駅舎
初代駅舎は木造の小さな駅舎で、1849年から66年まで利用された。初代駅舎があったのはアッパートン・ロードだと言われている。

### 現在の駅舎（2代目）
イーストボーンへの乗客増に伴い、1872年に駅移転が行われた。これを取り仕切ったのは主任技師のフレデリック・バニスターであり、駅は少し東側へ移設された。その後1886年にはF・D・ブリックが設計した駅舎が新設された。新駅舎にはルイス駅と似たアーチ型のひさしと、天窓のついた屋根が設けられた。ホームは4つ設置され、その長さは数回にわたって延長されてきた。2番線と3番線の間には2本のループ線が設置されていたが、1・2番線ホームの拡張に伴って1本が廃止された。1977年4月には環状道路の建設に伴って4番線ホームが短縮され、12両対応から8両対応になった。その後、このホームは1991年の改良によって使用されなくなった。
かつては駅北側に貨物駅や操車場が設置されていたが、現在は駐車場などに転用されている。

### 車庫
1849年には小さな機関庫が設置されたが、76年には廃止されて扇形庫に転用された。しかし、その後1912年にはこの車庫も解体された。1911年には7両を収容できる車庫が新設されたが、第二次世界大戦時の爆撃によって大被害を受け、修理されずに廃止された。その後1952年に車庫が閉鎖され、1965年までは解体前の機関車置き場として利用されていた。1968年には屋根も撤去され、現在は一部が留置用の側線として利用されている。

### 信号扱所
現在も建物が残る信号扱所は、1882年に設置され、最初は108本の機械てこで駅、貨物駅、車庫の管制を行っていた。その後1934年にレバーの本数が72本となり、1991年にコントロールパネル方式となった。その後、2015年に運転指令所での集中制御に切り替えられ、信号扱所はその役目を終えた。

### 年表
- 1849年
  - 5月14日：ロンドン・ブライトン・アンド・サウス・コースト鉄道（LB&SCR）によって駅が開業
- 1872年：駅移転
- 1886年：2代目駅舎完成
- 1911年：車庫が新設
- 1952年：車庫閉鎖
- 2015年：信号扱所閉鎖

## 運行頻度
オフピーク時間の列車の運行頻度は次の通りである。
- ネットワーク・レール（ゴヴィア・テムズリンク・レールウェイ（「サザン」ブランド）による運行）
  - ロンドン・ヴィクトリア駅方面　毎時2本
  - ブライトン駅方面　毎時2本
  - アシュフォード国際駅方面　毎時1本
  - オア駅方面　毎時1本
  - ヘイスティングス駅方面　毎時1本

## 駅構造
頭端式2面4線のホームを持つ地上駅で改札口は南西側の1箇所のみ。そのほか駅構内には売店やATMなどが設置されている。

### のりば
| のりば | 路線                        | 方向 | 行先                                   |
| ------ | --------------------------- | ---- | -------------------------------------- |
| 1〜3   | ■イースト・コーストウェイ線 | 上り | ロンドン・ヴィクトリア、ブライトン方面 |
| 1〜3   | ■イースト・コーストウェイ線 | 下り | ヘイスティングス、アシュフォード方面   |

## 駅周辺
- ブライトン大学イーストボーン・キャンパス
- イーストボーン・カレッジ（英語版） - パブリックスクール

## 隣の駅
ネットワーク・レール
イースト・コーストウェイ線
■ サザン（ゴヴィア・テムズリンク・レールウェイ）
ハンプデン・パーク駅 - イーストボーン駅 - ハンプデン・パーク駅